# Aneudy Navarro
Aneudy Navarro – dominikański zapaśnik walczący w stylu wolnym. Zajął piąte miejsce na mistrzostwach panamerykańskich w 2005. Wicemistrz igrzysk Ameryki Środkowej i Karaibów w 2006 roku.